# 己亥雜詩
《己亥雜詩》是清朝詩人龔自珍的大型組詩，共計三百一十五首，本詩是一組自敘詩，寫了平生出處、著述、交遊等，題材極為廣泛。

## 诗集简介
龔自珍學問淵博，涉及詩文、地理、經史百家。其為文縱橫，自成一格，有「龔派」之稱，但於1841年9月26日，在江蘇雲陽書院猝然去世，終年49歲。己亥年（道光十九年，1839年）四月自北京辭官南歸，該年九月又自杭州北上接取家屬，於往返的途中，寫成了三百一十五首短詩，皆七言絕句体裁，四句二十八字。並總命名為《己亥雜詩》，是一生中思想的精華，多借题发挥，抨击时局，是研究龔自珍其人的生平和政治思想極珍貴的材料，如第123首：“不论盐铁不筹河，独倚东南涕泪多。国赋三升民一斗，屠牛那不胜栽禾。”反映出鴉片戰爭前夕农村凋敝的情景。

## 诗句
《己亥雜詩》有許多膾炙人口的詩句流傳，例如：
|                                  | 九州生气恃风雷，万马齐喑究可哀。我劝天公重抖擞，不拘一格降人才。 |
| ——龚自珍，《己亥杂诗》其二百二十 |                                                                  |

|                            | 浩荡离愁白日斜，吟鞭东指即天涯。落紅不是無情物，化作春泥更護花。 |
| ——龚自珍，《己亥杂诗》其五 |                                                                  |

该两首均被中國大陆人民教育出版社教材采用。